# Partiti politici a Jersey
La lista di partiti politici in Baliato di Jersey è un elenco di alcuni partiti politici attivi negli States of Jersey, il parlamento del baliato.

## Storia
I primi partiti storici erano in due epoche: Jeannot party e Charlot party entrambi del 1780. Poi in un altro periodo del 1819 troviamo altri due partiti: Rose party e Laurel party, che nel parlamento, lo States of Jersey, si scontravano con due partiti da una parte di destra e dall'altra di sinistra, imitando il modello del Westminster, per delle proposte ed idee politiche dell'allora nell'isola di Jersey.

## Elenco

### Partiti attivi
- Partito Laburista (Jersey) (1940)
- Partito Progressista (Jersey) (1940)
- Partito Verde (Jersey) (1980)
- Alleanza Democratica (Jersey) (2005)
- Liberal Democratics Abroad (2011)[1]
- Reform Jersey (2012)

### Partiti storici
- Jeannot party (Magots) (1780)
- Charlot party (1780)
- Rose party (1819)
- Laurel party (1819)
- Movimento Democratico (Jersey) (1940 - 1990)
- Partito del Centro (Jersey) (2005 - 2007)

## Elezioni
Le prime elezioni si tennero nel 1990. Prima delle elezioni libere, erano riservate ai sudditi all'interno del parlamento, con votazione indiretta.